# 中华叉柱兰
中国指柱兰（学名：Cheirostylis chinensis），又名中华叉柱兰，为兰科叉柱兰属下的一个种。